# Pandemia de COVID-19 en Nicaragua
La Pandemia de COVID-19 en Nicaragua se dio a conocer el 18 de marzo de 2020, se trató de un nicaragüense de 40 años que regresó de Panamá. En el país se han contabilizado oficialmente un total de 15.655 contagios por COVID-19, pero el Observatorio Ciudadano COVID-19 en Nicaragua reporta un total de 32.650 (incluyendo a los reportados por el Minsa) casos sospechosos de contagio.
El gobierno nicaragüense no tomó ninguna medida de prevención para evitar la llegada del virus al país. Tampoco ha aplicado cuarentenas ni cancelación de clases o eventos públicos. Además, expertos en salud han denunciado la falsedad de las cifras oficiales y las acciones del régimen motivadas a censurar información relacionada al avance de la pandemia en el país. Todo esto ha sido criticado y señalado por organismos de derechos humanos.

## Casos
El gobierno nicaragüense ha confirmado 3,902 contagios, 123 fallecimientos (el 3.2 %) y 2,913 recuperaciones (el 74.7 %); sin proporcionar información completa sobre estos casos. Tampoco ha dado la cifra exacta de cuántas pruebas se han realizado en el país.
Ante la falta de información completa y confiable sobre los contagios, a principios de abril un grupo multidisciplinario creó el Observatorio Ciudadano COVID-19 en Nicaragua, el cual comenzó a recoger datos de todo el país desde el 14 de marzo. El Observatorio no reporta casos confirmados, puesto que sólo el gobierno cuenta con pruebas de verificación, pero lleva un conteo por departamentos de casos y muertes sospechosas por COVID-19, donde se incluyen muertes reportadas por neumonía, pues según médicos nicaragüenses así es como el régimen maquilla las muertes por COVID-19. Recoge también el número de personas que han sido afectadas por irregularidades como la vulnerabilidad de los derechos laborales, entierros clandestinos, amenazas y coacción, entre otras.
| |                    |                    |                        |                     |                     |                     |                               |
| \| Departamento \| Casos sospechosos* \| Casos sospechosos* \| Muertes sospechosas \| Muertes sospechosas \| Muertes sospechosas \| Muertes sospechosas \| Afectados por irregularidades \| \| Departamento \| Casos sospechosos* \| Casos sospechosos* \| Reportadas por nemonía \| Por otras causas \| Total \| Total \| Afectados por irregularidades \| \| Departamento \| # \| % \| Reportadas por nemonía \| Por otras causas \| # \| % \| Afectados por irregularidades \| \| ----------------------------------------------------------------------------------------- \| ------------------ \| ------------------ \| ---------------------- \| ------------------- \| ------------------- \| ------------------- \| ----------------------------- \| \| Managua \| 3695 \| 49.9 \| 72 \| 817 \| 889 \| 37.1 \| 611 \| \| Matagalpa \| 1074 \| 14.5 \| 7 \| 206 \| 213 \| 8.9 \| 193 \| \| León \| 677 \| 9.1 \| 4 \| 186 \| 190 \| 7.9 \| 147 \| \| Masaya \| 638 \| 8.6 \| 14 \| 252 \| 266 \| 11.1 \| 117 \| \| Estelí \| 531 \| 7.2 \| 4 \| 123 \| 127 \| 5.3 \| 60 \| \| Madriz \| 351 \| 4.7 \| 1 \| 50 \| 51 \| 2.1 \| 45 \| \| Chinandega \| 322 \| 4.4 \| 13 \| 119 \| 132 \| 5.5 \| 159 \| \| Jinotega \| 286 \| 3.9 \| 1 \| 61 \| 62 \| 2.6 \| 61 \| \| Granada \| 260 \| 3.5 \| 3 \| 99 \| 102 \| 4.3 \| 65 \| \| Carazo \| 250 \| 3.4 \| 6 \| 55 \| 61 \| 2.5 \| 40 \| \| Costa Caribe Sur \| 215 \| 2.9 \| 1 \| 68 \| 69 \| 2.9 \| 81 \| \| Nueva Segovia \| 197 \| 2.7 \| 0 \| 35 \| 35 \| 1.5 \| 75 \| \| Boaco \| 194 \| 2.6 \| 1 \| 49 \| 49 \| 2 \| 29 \| \| Chontales \| 185 \| 2.5.2 \| 0 \| 99 \| 99 \| 4.1 \| 35 \| \| Desconocido \| 171 \| 2.3 \| 6 \| 55 \| 61 \| 2.5 \| 51 \| \| Rivas \| 161 \| 2.2 \| 7 \| 69 \| 76 \| 3.2 \| 67 \| \| Costa Caribe Norte \| 156 \| 2.1 \| 0 \| 84 \| 84 \| 3.5 \| 41 \| \| Río San Juan \| 73 \| 1 \| 0 \| 25 \| 25 \| 1 \| 20 \| \| Nacional \| - \| - \| - \| - \| - \| - \| 194 \| \| Total \| 9,436 \| 100% \| 139 \| 2,452 \| 2,591 \| 100% \| 2014 \| \| *Incluye a los reportados por Minsa Fuente: Observatorio Ciudadano (hasta el 5 de agosto) \| \| \| \| \| \| \| \| |                    |                    |                        |                     |                     |                     |                               |
| Departamento | Casos sospechosos* | Casos sospechosos* | Muertes sospechosas    | Muertes sospechosas | Muertes sospechosas | Muertes sospechosas | Afectados por irregularidades |
| Departamento | Casos sospechosos* | Casos sospechosos* | Reportadas por nemonía | Por otras causas    | Total               | Total               | Afectados por irregularidades |
| Departamento | #                  | %                  | Reportadas por nemonía | Por otras causas    | #                   | %                   | Afectados por irregularidades |
| Managua | 3695               | 49.9               | 72                     | 817                 | 889                 | 37.1                | 611                           |
| Matagalpa | 1074               | 14.5               | 7                      | 206                 | 213                 | 8.9                 | 193                           |
| León | 677                | 9.1                | 4                      | 186                 | 190                 | 7.9                 | 147                           |
| Masaya | 638                | 8.6                | 14                     | 252                 | 266                 | 11.1                | 117                           |
| Estelí | 531                | 7.2                | 4                      | 123                 | 127                 | 5.3                 | 60                            |
| Madriz | 351                | 4.7                | 1                      | 50                  | 51                  | 2.1                 | 45                            |
| Chinandega | 322                | 4.4                | 13                     | 119                 | 132                 | 5.5                 | 159                           |
| Jinotega | 286                | 3.9                | 1                      | 61                  | 62                  | 2.6                 | 61                            |
| Granada | 260                | 3.5                | 3                      | 99                  | 102                 | 4.3                 | 65                            |
| Carazo | 250                | 3.4                | 6                      | 55                  | 61                  | 2.5                 | 40                            |
| Costa Caribe Sur | 215                | 2.9                | 1                      | 68                  | 69                  | 2.9                 | 81                            |
| Nueva Segovia | 197                | 2.7                | 0                      | 35                  | 35                  | 1.5                 | 75                            |
| Boaco | 194                | 2.6                | 1                      | 49                  | 49                  | 2                   | 29                            |
| Chontales | 185                | 2.5.2              | 0                      | 99                  | 99                  | 4.1                 | 35                            |
| Desconocido | 171                | 2.3                | 6                      | 55                  | 61                  | 2.5                 | 51                            |
| Rivas | 161                | 2.2                | 7                      | 69                  | 76                  | 3.2                 | 67                            |
| Costa Caribe Norte | 156                | 2.1                | 0                      | 84                  | 84                  | 3.5                 | 41                            |
| Río San Juan | 73                 | 1                  | 0                      | 25                  | 25                  | 1                   | 20                            |
| Nacional | -                  | -                  | -                      | -                   | -                   | -                   | 194                           |
| Total | 9,436              | 100%               | 139                    | 2,452               | 2,591               | 100%                | 2014                          |
| *Incluye a los reportados por Minsa Fuente: Observatorio Ciudadano (hasta el 5 de agosto) |                    |                    |                        |                     |                     |                     |                               |

### Cronología
El 18 de marzo, la vicepresidenta nicaragüense Rosario Murillo anunció el primer caso confirmado de Nicaragua: Un hombre de 40 años que el 15 de marzo regresó a Nicaragua desde Panamá, donde estuvo los días 13 y 14. Según el medio nacional Confidencial, una fuente gubernamental aseguró que se trató de un militar.
El 20 de marzo se confirmó el segundo caso, un nicaragüense que venía de Colombia.
El 26 de marzo de 2020, el Gobierno confirmó la primera muerte debido a este virus. Se trató del segundo caso de COVID-19 en Nicaragua.
El 22 de abril se conoció que el décimo contagiado era un médico del hospital Bertha Calderón de la capital, quien se había infectado tratando a pacientes infectados en el sistema de salud pública.
El 23 de abril hubo un tercer fallecido, de 58 años, trabajador del Aeropuerto Internacional de Managua, quien se había contagiado en sus labores.
El 29 de abril murió un segundo trabajador del Aeropuerto de Managua en el Hospital Monte España. Su padecimiento se reportó como neumonía atípica, pero médicos del hospital aseguraron que se trataba de COVID-19, pues el paciente tenía todos los síntomas y tuvo contacto con el otro trabajador contagiado. Este caso no fue contabilizado por el Ministerio de Salud (MINSA). También hubo un cuarto fallecido por coronavirus en las cifras oficiales del gobierno, un anciano residente en una casa de retiro, que no figuraba en la lista oficial de casos confirmados. El MINSA  no dio mayores detalles, ni informó si los demás ancianos fueron puestos en vigilancia.
El 30 de abril murió un paciente que ya había sido dado de alta semanas atrás, se trataba de un señor de 70 años habitante del departamento de Estelí. Ese mismo día la Unidad Médica Nicaragüense denunció la existencia de al menos 20 casos de COVID-19 entre los especialistas médicos, no tomados en cuenta en los registros oficiales, y exigió al gobierno garantizar la protección sanitaria a los trabajadores de la salud.
El martes 5 de mayo el gobierno anunció un nuevo caso confirmado, del cual no brindó ningún dato sobre su nexo de contagio, edad o género. Este fue el único reporte en la semana sobre la evolución de la pandemia brindado por el Ministerio de Salud, que desde el 18 de marzo había dado reportes diarios. Desde entonces sus reportes se volvieron semanales.
El 7 de mayo el epidemiólogo nicaragüense y exfuncionario de la OPS en el país, Rafael Amador, declaró que Nicaragua se encontraba ya en la fase 4 o de infección comunitaria.
El 8 de mayo un grupo de médicos de Managua renunció públicamente a sus funciones porque el gobierno les prohibía tomar cualquier tipo de precaución.
El 12 de mayo, el Ministerio de Salud hizo de conocimiento público la existencia de 25 casos confirmados y 8 fallecidos por COVID-19, contrastando con la información del Observatorio Ciudadano de otros 1,017 casos sospechosos y 180 muertes sospechosas.
El 17 de mayo un laboratorista de un hospital de Managua de 43 de edad falleció por neumonía, según su acta de defunción. Su familia cree que se trató de COVID-19, pues en el hospital se rehusaron a realizare la prueba a pesar de que presentaba los síntomas, además que su ataúd fue entregado sellado y con órdenes de ser enterrado inmediatamente.
El 28 de mayo la ONG Fundación Violeta Barrios de Chamorro emitió un comunicado donde calificó de «dramática» la realidad de Nicaragua y reveló: «los médicos y hospitales, públicos como privados, están colapsados». Además, 776 profesionales de la salud advirtieron que Nicaragua se encontraba en la fase de diseminación comunitaria de la epidemia y que «el precario sistema de salud público» se encontraba «en vías de saturación, con una alta probabilidad de colapsar en los próximos días».
El 30 de mayo, Agencia EFE reportó que algunos centros de salud públicos y privados comenzaban a mostrarse saturados.

## Respuesta estatal

### Previo al primer caso confirmado
El 17 de marzo de 2020, la vicepresidenta Rosario Murillo anunció que Cuba enviaría médicos y productos farmacéuticos a Nicaragua, para ayudar a lidiar con el coronavirus. También afirmó que Venezuela envió suministros médicos.
El 16 de marzo de 2020, la vicepresidenta Rosario Murillo anunció que el Instituto Nicaragüense de Turismo (INTUR) estaba visitando los municipios del país y se reunía con empresarios turísticos, preparándose para atender a turistas nacionales y extranjeros en Semana Santa. Una circular enviada por Murillo a líderes partidarios el 14 de marzo afirmaba que los encuentros, festividades y otros «se mantienen, amplían y desarrollan» en todo el país. El Ministerio de Gobernación también declaró que las fronteras trabajaban con normalidad y que existía un equipo médico empleando las "medidas pertinentes" de ingreso y salida de extranjeros y nacionales.

### Desde el 18 de marzo
A fecha 4 de abril, con 5 casos reportados por el Gobierno, este continuaba sin establecer ninguna medida de prevención para evitar contagios, mientras que el gobernante Ortega no hacía apariciones públicas desde el 12 de marzo. Ante esto, la Comisión Interamericana de Derechos Humanos (CIDH) cuestionó severamente al gobierno e hizo un llamado urgente a las autoridades para que adoptaran «medidas eficaces de atención y contención de la pandemia, conforme a las recomendaciones técnicas y científicas internacionales». Muchos eventos deportivos continuaron normalmente en Nicaragua, mientras en los demás países se cancelaron.
A mediados de abril, el Ministerio de Salud afirmó que se realizaban de 100 a 200 pruebas diarias de COVID-19; mientras que a fecha 29 de abril, Nicaragua era uno de los 4 países en el mundo sin suspender las clases frente a la pandemia. La justificación del ministro de educación, Salvador Banegas, fue que aún no era oportuno tomar esa medida. El 30 de abril, Ortega aseguró en cadena nacional que su gobierno había brindado 18,891 charlas sobre medidas preventivas contra la COVID-19, fumigado 29 mercados y 31 terminales de buses, y desinfectado 427 escuelas y 187 unidades de salud de todo el país.
El 6 de mayo, el Ministerio de Salud mandó una circular para que en todos los centros de salud públicos y privados se clasifique a los pacientes con cuadros respiratorios, se entreguen mascarillas a los confirmados o sospechosos por COVID-19 y se informe sobre los casos confirmados. La circular también indicaba los síntomas a tomar en cuenta para hospitalizar a una persona. Para los especialistas, esta circular reafirmaba la realidad del aumento de casos en el país.
El 25 de mayo el gobierno presentó el "Libro blanco Nicaragua ante la pandemia de COVID-19: una estrategia singular", un documento donde se afirma que se han tomado medidas de prevención de contagios, que el país está bien preparado para enfrentar la pandemia y que la misma está bajo control en el país. Se asegura además que se está realizando la debida vigilancia epidemiológica individual y grupal, y que existe una detección temprana de casos con atención médica a los pacientes confirmados y sospechosos. También dice que son falsos los "entierros express" que se han denunciado, los desvanecimientos repentinos de personas en las calles y las cifras independientes del Observatorio Ciudadano.

### Críticas y acusaciones

#### Falta de medidas
El 14 de marzo de 2020 el gobierno de Nicaragua realizó una controversial marcha bajo el eslogan «Caminamos con la Fuerza de la Fe y la Esperanza. Amor en los tiempos del COVID-19», para mostrar apoyo al presidente Daniel Ortega. La misma se realizó en el contexto de la pandemia por COVID-19 declarada por la OMS días antes, contradiciendo las recomendaciones de expertos en salud de suspender eventos multitudinarios. Hasta ese momento, Nicaragua era uno de los pocos países en América sin casos confirmados y el único de la región centroamericana sin establecer ninguna medida de prevención. El gobierno recibió críticas de la oposición y de figuras como la exministra de salud sandinista Dora María Téllez y el obispo Silvio José Báez Ortega, denunciando irresponsabilidad al poner en riesgo la salud de los manifestantes.

«...el presidente Ortega no ha aparecido públicamente y su gobierno actúa temerariamente, evitando adoptar las medidas básicas de prevención que recomiendan los expertos en salud pública (...) Con su irresponsabilidad ante esta crisis, Ortega pone en jaque la salud y las vidas de los nicaragüenses.»
José Miguel Vivanco, director para las Américas de Human Rights Watch.

El 10 de mayo cinco exministros de salud: Margarita M. Gurdián (2004-2007), Martha Derling McCoy Sánchez (1999-2000), Lombardo Martínez Cabezas (1997-1999), Dora María Téllez (1985-1990) y Lea Guido (1980-1985) mandaron una carta al director de la OMS y a la directora de la OPS, Carissa Etienne, donde expresaron su preocupación «por la carencia de acciones» del gobierno y «el inminente agravamiento» de la crisis sanitaria en el país. Etienne dijo compartir plenamente su preocupación. El 28 de mayo, 776 profesionales de la salud en Nicaragua respaldaron un pronunciamiento que dijo que el Estado continuaba «sin aplicar las medidas de mitigación que permitan el control del brote epidémico, ignorando de manera indolente la realidad de la pandemia en nuestro país», y denunciaba amenazas a médicos y estudiantes de medicina por demandar medidas de prevención para evitar los contagios.
El 15 de abril, Ortega apareció en cadena televisiva, tras 34 días sin mostrarse en público, y respondió a las críticas argumentando: "Si el país deja de trabajar, el país se muere, el pueblo se muere, se extingue". El 30 de abril fue más allá y, en otra cadena de más de una hora de duración, dijo que el confinamiento social y la cancelación de vuelos eran "medidas extremas" y "radicales", y sentenció: "El quédate en casa destruye el país". También dijo que quienes promovían la cuarentena eran "los mismos que quisieron hundir el país en 2018" y minimizó los fallecimientos por COVID-19 diciendo que sólo eran 4 desde que se declaró la pandemia el 11 de marzo, mientras que más de 2,000 personas habían muerto por otras causas. El 25 de mayo Ortega volvió a defender su postura en una presentación pública del modelo del gobierno para lidiar con la pandemia, el cual dijo, está "basado en la realidad y condiciones del país"... "Los países del mundo van a tener que combinar la defensa ante el coronavirus con el funcionamiento de la sociedad, tal como Nicaragua y Suecia han hecho desde el principio", agregó.

#### Secretismo y censura
Desde el inicio del brote, el Ministerio de Salud de Nicaragua (MINSA) ha explotado el uso de términos ambiguos en los informes oficiales, tales como "delicados pero estables", que generó toda clase de burlas y críticas entre la población. Aunque este y otros términos forman parte del argot médico, explica el epidemiólogo Álvaro Ramírez, deja más dudas que respuestas entre la población. Además, para otros expertos nacionales, el Minsa lleva un recuento de casos muy alejado de la realidad debido a su inactividad en la búsqueda de contagiados.
El 23 de abril la Universidad Nacional Autónoma de Nicaragua despidió al Consejo de Dirección del Centro de Investigaciones de Estudio de la Salud (CIES), incluyendo a su director, doctor Miguel Ángel Orozco, quien había criticado públicamente el manejo sanitario que el sistema de salud hacía frente a la pandemia. Tras su despido, Orozco mantuvo su posición y dijo que “el secretismo de la información sobre la cantidad de casos, el manejo de las pruebas y las orientaciones contrarias al distanciamiento social, no eran adecuadas”. El Centro Nicaragüense de Derechos Humanos calificó esta acción como perversa: «No sólo se está atropellando el derecho individual al trabajo (...), sino que se está privando del criterio científico al pueblo de Nicaragua que hoy más que nunca necesita de profesionales que aporten a la lucha contra el COVID-19»; también acusó que era un intento del régimen de evitar que personas calificadas señalaran las deficiencias y la inacción del sistema de salud. La misma semana, fuentes médicas y sindicales del hospital Humberto Alvarado Vásquez de Masaya aseguraron que una enferma fue despedida por relevar el ingreso de pacientes con COVID-19 a ese lugar.
El 24 de abril, el vocero de la Unidad Médica Nicaragüense, que aglutina a más de 500 profesionales de la medicina; el doctor Francisco Javier Núñez, denunció ante la prensa el subregistro intencionado de casos llevado a cabo por el MINSA, a fin de ocultar a la comunidad internacional la crisis sanitaria que atraviesa el sistema de salud pública del país. Explicó que dadas las circunstancias en Nicaragua se esperarían hasta ese momento unos 300 casos confirmados, muy diferente a los 11 que registraba el Minsa.
A mediados de junio, al menos 16 médicos del sistema público fueron despedidos sin justificación por pedir al régimen de Daniel Ortega medidas reales de contención de la pandemia y equipos de bioseguridad para el personal médico, lo cual fue nuevamente condenado por el Centro Nicaragüense de Derechos Humanos. La Alta Comisionada de los Derechos Humanos para la ONU, Michelle Bachelet, también expresó su preocupación ante esta situación.
El 28 de febrero de 2021 la vicepresidenta Rosa Murillo, anunció que Nicaragua recibe su primer lote de vacunas Sputnik V en calidad de donación quién no preciso el número exacto de vacunas que habían llegado a la nación el martes 23 de febrero en la noche, en forma de donación gracias a Rusia. Afirmó que la vacunas se encuentran bien resguardadas en las condiciones que lo exigen, así como usarán tal cargamento de vacunas para atender a pacientes con enfermedades graves de manera primordial Así es como Nicaragua recibe su primer lote de vacunas en el país, en medio de críticas por la nula información que el gobierno centroamericano aporta a su población sobre las medidas que se toman para combatir el COVID-19, así como no proceder con medidas estrictas de distanciamiento social y prohibiciones de aglomeraciones u eventos donde haya mucha concentración de gente.
Esperan en lo que va de año, recibir otras vacunas provienentes de Rusia, de India como también a través del mecanismo COVAX dirigido por la Organización Mundial de la Salud, quiénes desarrollan una campaña equitativa de adquisición de las vacunas a los países con recursos o medios limitados.

## Vacunación
Nicaragua es, junto con Guatemala y Honduras, el país más lento en cuanto al proceso de  vacunación contra el COVID-19 en Centroamérica. Hasta junio de 2021, Nicaragua ha proporcionado 2,53 dosis por cada 100 personas, lo que equivale a un total de 167.500 dosis administradas. Nicaragua ha recibido 135.000  vacunas a través del mecanismo COVAX, una iniciativa mundial que tiene como objetivo el acceso equitativo a las vacunas contra el COVID-19. La iniciativa asignó un total de 432.000 dosis que se entregarán a lo largo del año 2021. El país ha recibido donaciones de 6.000 dosis de Sputnik V por parte del Fondo Ruso de Inversión Directa, así como 200.000 dosis de Covishield por parte de India.  Al igual que Honduras, Guatemala y Paraguay, Nicaragua no ha recibido donaciones de vacunas por parte de China, ya que el país mantiene lazos diplomáticos con Taiwán. Además, Nicaragua tiene previsto adquirir 6,86 millones de vacunas con una financiación de 100 millones de dólares aprobada por el Banco Centroamericano de Integración Económica (BCIE). De esta forma, el Gobierno de Nicaragua pretende vacunar a 3,27 millones de nicaragüenses, empezando por los trabajadores de los puestos fronterizos, los profesores, los profesionales del turismo y otras instituciones, así como los grupos de riesgo de personas entre 40 y 59 años.